# Ganggrab Annisse 2
Das Ganggrab Annisse 2 (dänisch Annisse Jættestue 2) ist eine megalithische Grabanlage der jungsteinzeitlichen Nordgruppe der Trichterbecherkultur im Kirchspiel Annisse in der dänischen Kommune Gribskov.

## Lage
Das Grab liegt südlich von Annisse Nord und westlich des Helsingevej auf einem Feld. In der näheren Umgebung gibt bzw. gab es mehrere weitere megalithische Grabanlagen. 80 m südwestlich liegt ein bislang nicht untersuchter künstlicher Hügel unbekannter Zeitstellung. 380 m nördlich befindet sich das Ganggrab Annisse 1. Weitere 700 m nördlich befand sich das zerstörte Ganggrab Bjørnehøj. 2,4 km südsüdöstlich liegt das Ganggrab Nejede Versterskov.

## Beschreibung
Die Anlage besitzt eine runde Hügelschüttung mit einem Durchmesser von etwa 16 m. Im Westteil des Hügels befindet sich eine nordnordost-südsüdwestlich orientierte Grabkammer mit rechteckigem Grundriss. Sie ist als Ganggrab anzusprechen. Zu den Maßen der Kammer liegen keine Angaben vor. Es sind insgesamt neun Wandsteine vorhanden: sechs an der westlichen und drei an der östlichen Langseite. Alle anderen Wandsteine einschließlich der Abschlusssteine an den Schmalseiten fehlen. Von den Decksteinen ist nur noch einer vorhanden. Er befindet sich im südlichen Teil der Kammer und liegt im Westen noch auf zwei Wandsteinen auf, während er im Osten abgesunken ist. An der östlichen Langseite befindet sich der ost-westlich orientierte Zugang zur Kammer. Zwei kleinere Steine dürften wohl als Wandsteine des Gangs anzusprechen sein.